# Jazz Gillum
William McKinley "Jazz" Gillum (11. září 1902 nebo 1904 – 29. března 1966) byl americký bluesový hráč na harmoniku a zpěvák.

## Životopis
Gillum se narodil v Indianole (stát Mississippi). Když mu bylo sedm let, utekl z domova a dalších několik let žil v Charlestonu, Mississippi. Pracoval a přivydělával si jako pouliční muzikant. V roce 1923 se přestěhoval do Chicaga. Zde potkal kytaristu Big Bill Broonzyho. Jako duo začali hrát v nočních klubech v okolí města. V roce 1934 Gillum nahrával pro společnosti ARC Records a Bluebird Records.
Jeho vlastní nahrávky a nahrávky, kde vystupuje jako spoluhráč, byly zařazeny na vysoce ceněné desky nahrávací společnosti "Bluebird Records", které ve třicátých a čtyřicátých letech produkoval Lester Melrose. V roce 1940 byl prvním, kdo nahrál klacické blues "Key to the Highway" (Big Bill Broonzy jej doprovázel na kytaru). skladba je nahrána s dnes obvyklou melodií v osmitaktovém bluesovém uspořádání. (Píseň byla poprvé nahrána několik měsíců dříve Charliem Segarem, s jinou melodii a ve dvanáctitaktovém bluesovém uspořádání.) Gillumova a Broonzyho verze se za několik měsíců stala bluesovým standardem.
Gillumovy nahrávky byly také jedny z prvních bluesových nahrávek, kde se jako doprovod objevila elektrická kytara. V roce 1938 nahrál několik písní s tehdy šestnáctiletým kytaristou Georgesem Barnesem. Například skladbu Reefer Headed Woman a několik dalších.
V roce 1942 narukoval do Armády Spojených států a sloužil až do roku 1945.
V roce 1946 nahrál ranou verzi písně Look on Yonder Wall spolu s klavíristou Big Maceo. Skladba se stala později populární v podání Elmore Jamese.
Poté, co společnost Bluebird Records na konci čtyřicátých let přestala existovat, zúčastnil se již jen několika nahrávek. Jeho poslední nahrávky jsou z roku 1961 na albu, které nahrál spolu s klavíristou Memphis Slimem a zpěvákem a kytaristou Arbee Stidhamem pro společnost Folkways Records.
Dne 29. března 1966 byl Gillum zastřelen během pouliční hádky. Poté, co byl převezen do Garfield Park Hospital v Chicagu, mohli lékaři už jen konstatovat smrt. Je pohřben na hřbitově Restvale Cemetery, v Alsip, Illinois.
Jeho dcera, Ardella Williams, je bluesovou zpěvačkou v Chicagu.